# Rodolphe III de Bourgogne
Rodolphe III de Bourgogne, parfois dit « Le Pieux » ou « Le Fainéant », né probablement entre 966 et 970 et mort le 6 septembre 1032, est le dernier roi des Deux Bourgognes (Bourgogne transjurane et Bourgogne cisjurane).
Le roi Rodolphe doit son cognomen (surnom) de Fainéant aux chroniqueurs germaniques qui dénigrent ce souverain de Bourgogne enclin à soutenir l'autorité de l'empereur. Cette réputation s'est poursuivie jusqu'à très récemment,. Il faut attendre les approches historiques des années 1990 pour voir remis en cause ce jugement et analyser l'action du dernier roi de Bourgogne.

## Biographie

### Origines

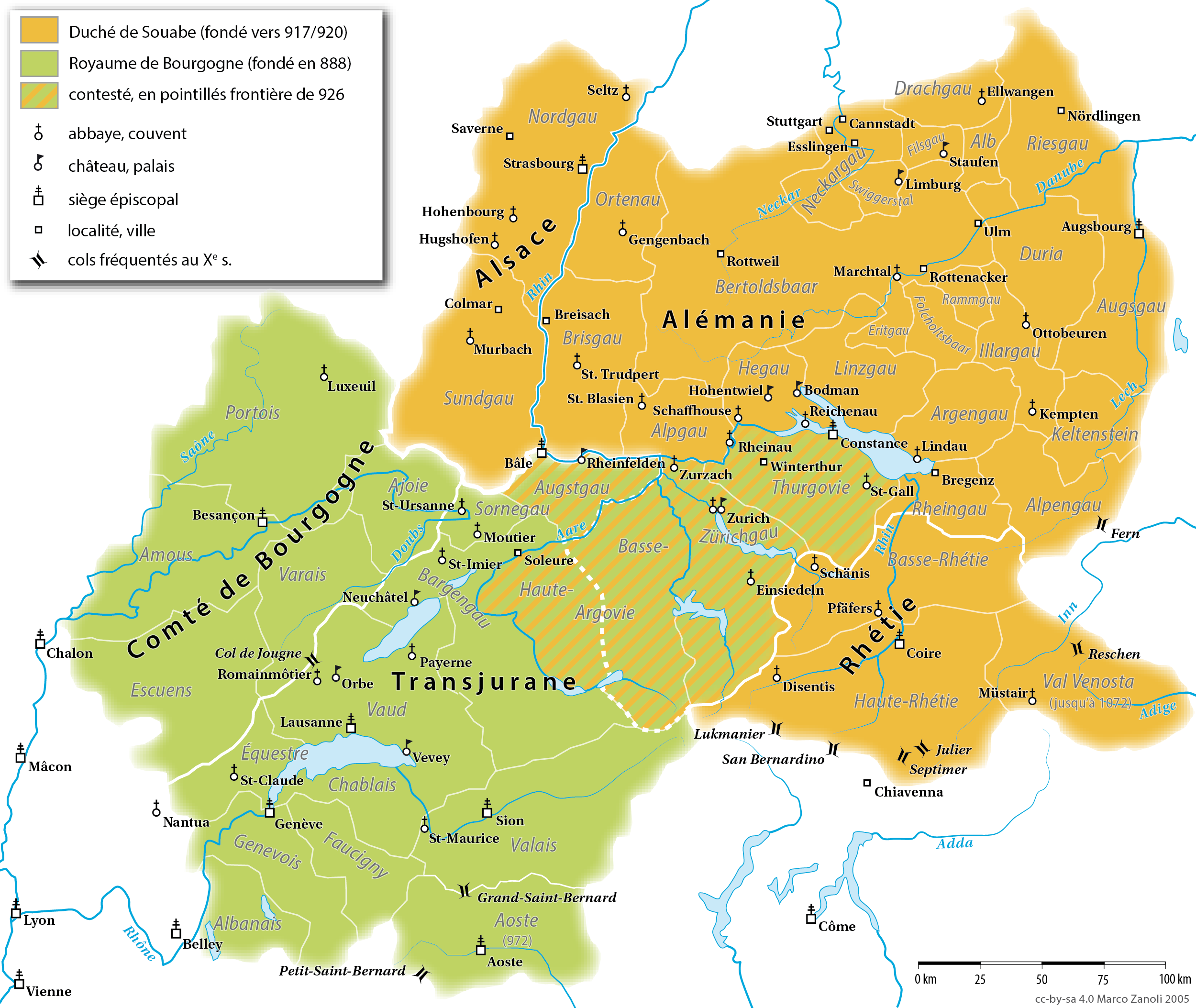
Carte du royaume de Haute-Bourgogne (en vert) vers 1000.

Rodolphe, que l'on trouve parfois sous la forme Raoul, naît probablement vers 966 selon certains auteurs - les études récentes donneraient vers 970 selon un croisement des différentes sources. Il est le fils du roi d'Arles ou Deux Bourgognes, Conrad III dit « le Pacifique » (925-993) et de sa seconde épouse, Mathilde de France (943-980), fille du roi de France Louis IV de France dit « d'Outremer »,. Il semble que Conrad III « aurait fait un pèlerinage à Zurich pour obtenir un fils », car son aîné, prénommé lui aussi Conrad, est décédé durant l'année ou après 967,.
Rodolphe est mentionné avec son demi-frère Burchard lors de la confirmation de la charte de l'abbaye de Savigny,. Conrad III prépare ainsi ses deux fils à collaborer.
Conrad III meurt le 19 octobre 993. Rodolphe lui succède, son frère aîné, Conrad, né du premier mariage, étant décédé.

### Début de règne et domaine royal
Rodolphe est très probablement élu roi en cette fin d'année 993. Il reçoit la bénédiction royale dans la cathédrale de Lausanne. Si le territoire de son royaume s'étend « du Rhin, vers Bâle, à la Méditerranée et de la Saône à l'Aar », son domaine royal est en fait bien plus modeste, centré sur Neuchâtel et Lausanne, le pourtour du lac d'Annecy, sur la rive sud de celui du Bourget et la combe de Savoie. Les rois de Bourgogne pratiquent une « royauté vagabonde », possédant plusieurs palais — installés sur les rivages des lacs, à Lausanne, Vevey, Aix — qu'ils habitent au gré de leurs déplacements,.
Il possède par ailleurs l'autorité sur les abbayes de Saint-Maurice d'Agaune (à partir de 993), dont il est abbé laïc, et de Talloires et protège celles de Romainmôtier, de Payerne, de Nantua et de Saint-André de Vienne. Il semble cependant que le roi possède peu de moyens pour assoir son autorité, ce qui explique la tutelle progressive, puis définitive, de l'empereur germanique, ou encore la montée en puissance de familles seigneuriales locales.
Rodolphe III a été présenté par les historiens jusqu'à encore récemment comme un homme faible, manquant de courage, ce qui lui valut son surnom. Ce jugement reprend principalement l'avis des chroniqueurs germaniques qui dénigrent les rois de Bourgogne afin de favoriser l'empereur. Le plus fréquemment cité est l'évêque Thietmar de Merseburg, chroniqueur et familier de la Cour impériale, qui décrit le roi Rodolphe III comme « mou et efféminé, n'[ayant] plus du roi que le nom et la couronne… Il n'est capable de défendre contre les dangers qui les menacent ni ses évêques, ni ses autres sujets ». Il souligne par ailleurs sa faiblesse de gouvernance « En vérité le sens d'une telle royauté n'est guère que... d'empêcher un roi nouveau de mettre fin par quelque loi à une anarchie bien enracinée. Il n'y a en Bourgogne aucun comte qui n'ait le rang et la puissance d'un duc ». Ces critiques seront systématiquement reprises par les historiens successifs, qui favorisent ainsi cette vision négative du dernier des rois de Bourgogne. L'absence d'héritier jouera également un rôle dans cette désaffection et la remise en cause de son autorité.

### Tutelle impériale germanique
Sous son règne, la tutelle germanique se fait plus pesante et finit par étouffer son autorité. À la mort de l'empereur Otton II du Saint-Empire, la mère de ce dernier, Adélaïde de Bourgogne, s'impose. Elle est également la tante de Rodolphe III. La Bourgogne devient alors un territoire sur lequel le pouvoir impérial va tenter de s'imposer et exercer une forme de tutelle,. L'Empereur Otton III du Saint-Empire se pose en protecteur de l'Église en terre bourguignonne. En 997, il oblige ainsi le roi Rodolphe III à rendre des terres à l'évêque de Lausanne,.
Face à l'intervention impériale, le roi Rodolphe veut réagir et tente de réduire cette influence impériale en s'appuyant notamment sur les évêques,. Pour l'archiviste Gilbert Coutaz, il se lance ainsi dans un « ensemble de donations de droits comtaux » en faveur du pouvoir ecclésiastique (Tarentaise en 996, Sion en 999, Lausanne en 1011, Vienne en 1023). L'historien belge Henri Pirenne a souligné en son temps que « tout ce qui était donné aux évêques était autant de pris sur les princes laïques et ce n'était pas se dépouiller que les enrichir ; car plus ils étaient forts, plus efficaces étaient les services qu'ils rendaient à la couronne ». Le médiéviste René Poupardin insiste cependant sur le fait que ces donations offrent plus de droits aux récipiendaires qu'elles n'impliquent de devoirs envers leur suzerain.
Durant l'année 999, l'impératrice, bien qu'âgée, se rend en Bourgogne,. Elle intervient comme arbitre dans le conflit qui oppose son neveu aux grands seigneurs du Royaume,,.
Après l’an mil, le roi Rodolphe ne maintient pas la tradition de réunir en conciles les évêques de ses États. Les prélats bourguignons se dirigent donc vers un autre pôle de souveraineté, l'empereur. Ainsi, en 1007, les archevêques de Lyon et de Tarentaise, les évêques de Genève et de Lausanne participent-ils au concile de Francfort,. Profitant de l’affaiblissement de la royauté, les évêques peuvent ainsi gérer leur diocèse en toute indépendance.
Par la suite, pour se concilier l'appui du clergé contre les nobles, le roi fait plusieurs donations importantes aux évêques de Bâle, de Sion et de Lausanne. À ce dernier, il cède en 1011 le « comté de Vaud », c'est-à-dire la charge de comte et les droits régaliens (droits publics exercés à l'origine par le roi) sur les routes, les péages, les forêts, la monnaie, les marchés, les mesures, les eaux, les criminels, dans l'étendue du comté. Le 15 février 1018, à la demande de ses familiers, Rodolphe III donne, ou plutôt rend à l'abbaye de Saint-Maurice d'Agaune les fiefs de Sciex, de Lully, de Commugny, la moitié de Pully, Oron, la pauté (?) de Vuadens, Bouloz, le plaid  de Vevey, Lutry, Vouvry, Ollon, Villy, Naters, quelques droits à Saint-Maurice et l'ensemble des alpages du Chablais.

### Second mariage
En 1011, Rodolphe III épouse Hermengarde ou Ermengarde,, une proche, voire une parente — et même peut être la sœur — du fondateur de la maison de Savoie, le comte Humbert « aux Blanches Mains » (980-1048).
Rodolphe III donne à son épouse un douaire considérable, qui s’étend en particulier autour d’Aix et de la combe de Savoie. Bien vite, ces terres royales passent aux mains du comte Humbert aux Blanches Mains. Il est dit que le roi aime résider dans son palais d'Aix et y prendre les eaux.
La région qu'il donne à Hermengarde monte jusqu'au pied du Jura avec la ville de Neuchâtel.

### Un roi vassal de l'Empire
À Strasbourg, en 1016, Rodolphe prête un hommage de main à son neveu l’empereur germanique Henri II du Saint-Empire, le reconnaissant comme protecteur et héritier,. En effet, la venue d'un héritier tarde. Le roi de Bourgogne promet à l’empereur de gouverner selon ses conseils et de lui laisser sa succession s’il devait mourir sans laisser un fils légitime. Mais cette soumission n'est pas acceptée par les grands du Royaume et, sous l’impulsion du comte Otte-Guillaume, toutes les villes du comté de Bourgogne ferment leurs portes à l’empereur.

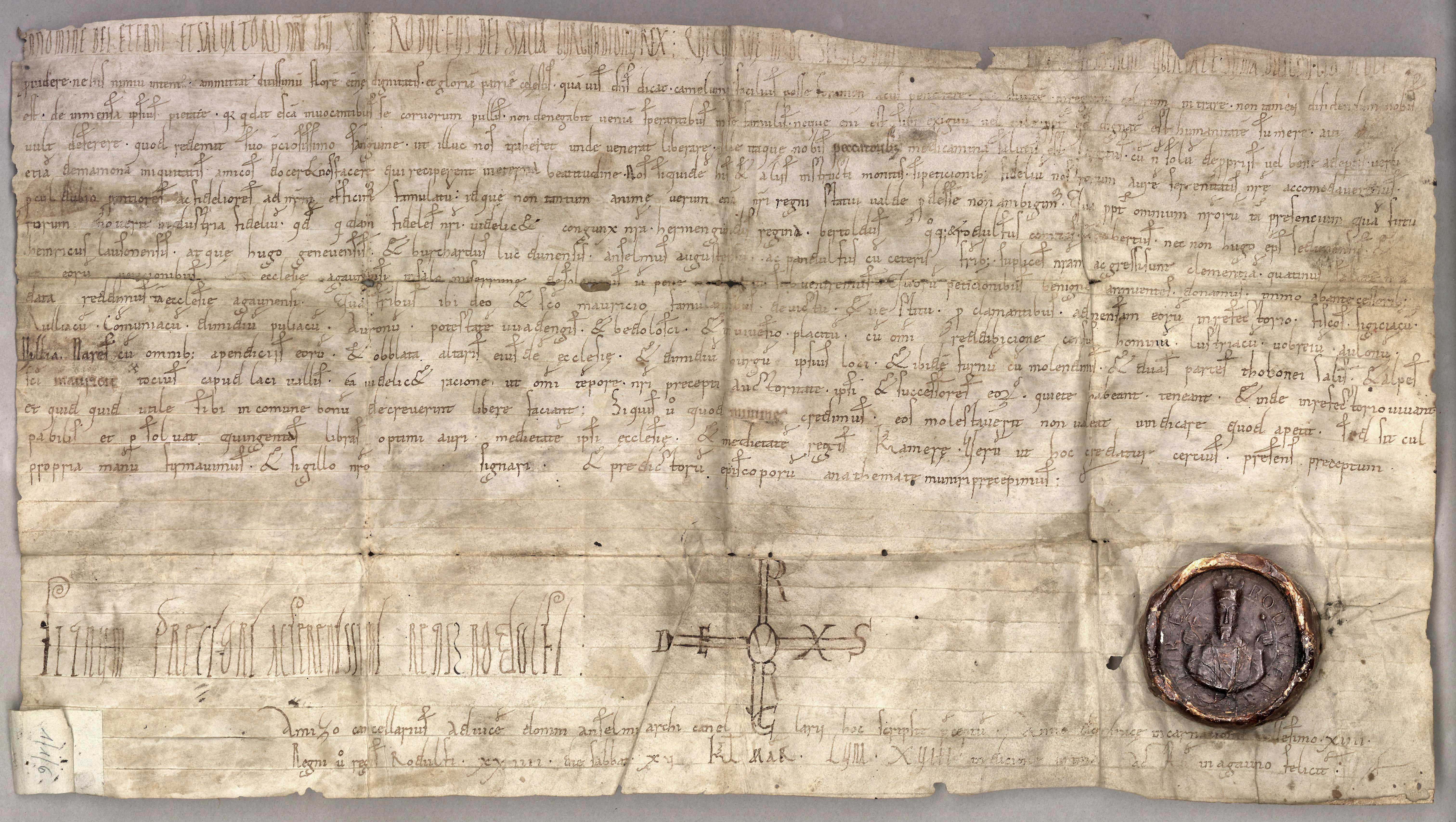
Acte de donation du roi de Bourgogne Rodolphe III à l'abbaye de Saint-Maurice d'Agaune (15 février 1018).

En 1018, Rodolphe renouvelle et complète les engagements qu’il avait pris à Strasbourg, et se comporte dès lors en véritable vassal de l’empereur en lui remettant en libre disposition les fiefs tenus par le comte de Besançon Otte-Guillaume, et en se faisant investir par Henri II de sa couronne et de son sceptre. La royauté bourguignonne est désormais totalement soumise au pouvoir impérial.
Hugues, fils illégitime de Rodolphe, est promu évêque de Lausanne en 1019.
Rodolphe III concède le comté de Vienne à l'archevêque de Vienne en 1023.
À la mort d'Henri II, en 1024, Rodolphe III est contraint par les nobles de Bourgogne de révoquer sa donation faite huit ans auparavant.
Toutefois, en 1025, il est obligé de renouveler son engagement à l'égard du nouveau roi de Germanie Conrad II le Salique (mari de sa nièce Gisèle, fille de sa sœur Gerberge), qui occupe Bâle pour faire pression.
En 1027, Conrad II est couronné empereur germanique, Rodolphe assiste à la cérémonie. Il confirme la succession en faveur de son neveu par alliance.

### La succession de Bourgogne
En 1032, sentant la fin proche, le roi fait envoyer à l'empereur germanique Conrad II les insignes de son pouvoir : la couronne et la lance de saint Maurice.
Dès juin 1032, Burchard, son demi-frère et archevêque de Lyon, soutenu par de nombreux féodaux du royaume de Bourgogne, désapprouve ce choix politique et refuse la tutelle germanique.
Le roi meurt le 6 septembre 1032. Conrad II le Salique devient son successeur. Il est soutenu par la reine, le parti des Viennois, l'évêque de Lausanne ou encore les Humbertiens,. Tandis que le neveu de Rodolphe III, Eudes II de Blois, fils de sa sœur aînée, suscite contre l'empereur la révolte des féodaux et des prélats du royaume de Bourgogne, dont le comte Gérold de Genève, l'archevêque de Vienne, l'évêque de Maurienne, et Burchard III, archevêque de Lyon,.
L'année suivante, Conrad se fait couronner à Payerne. Eudes II envahit le Royaume. La guerre entre les deux cousins dure deux ans et Eudes doit abandonner la partie devant une coalition formée par l'empereur et le roi de France Henri Ier de France.

## Document: la donation faite à son épouse
Le 24 avril 1011, Rodolphe III fait une importante donation en faveur de son épouse Hermengarde, Ermengarde ou Irmengarde dont les Archives départementales de l'Isère ont conservé le diplôme original sur parchemin. Voici le texte de ce document :
« 
Au nom de la très Sainte et Indivise Trinité, Rodolfe, Roi par la Clémence de Dieu ; qu'il soit connu de tous les hommes, nés ou à naître, que, poussé par amour conjugal et conseillé par les grands de mon royaume, je donne à ma très chère épouse Irmengarde, la résidence royale d'Aix avec les colons de ce domaine en notre propriété, pour qu'ils l'habitent et en cultivent les terres. Et je lui donne mon fisc d'Annecy, avec ses dépendances, ses esclaves et ses servantes ; et je lui donne la totalité de l'abbaye Saint-Pierre de Mont-Joux et je lui donne mon fisc de Rue avec ses dépendances, ses esclaves et ses servantes, et je lui donne le château de Font avec ses dépendances, et la part de la villa d'Yvonand qu'Henri possédait, avec ses esclaves, ses servantes et toutes ses dépendances ; je lui donne la résidence royale de Neuchâtel, avec ses esclaves, servantes et toutes ses dépendances ; je lui donne Auvernier avec toutes ses dépendances, esclaves et servantes ; je lui donne Arinis, avec toutes ses dépendances, esclaves et servantes. Qu'elle ait le droit de posséder, de donner, de vendre, en somme de faire tout ce qu'elle voudra de ces biens. Pour que nos successeurs tiennent pour vrai et ne cassent pas ce que j'ai fait, nous avons authentifié de notre main et ordonné qu'il soit scellé de notre sceau.
Signé du seigneur Rodolfe.

Padolfe chancelier, j'ai reconnu.

Daté du 8e jour des calendes de mai, 17e lune, indiction…, l'an de l'Incarnation du Seigneur 1011, sous la 19e année du règne de Rodolfe, fait à Aix ».

Au dos du texte : « Moi Hermengarde, reine, je donne à Dieu et à St Maurice de l'Église de Vienne, tout ce qui m'a été donné. »